# Parmentiera cereifera
Parmentiera cereifera är en katalpaväxtart som beskrevs av Berthold Carl Seemann. Parmentiera cereifera ingår i släktet Parmentiera och familjen katalpaväxter. IUCN kategoriserar arten globalt som starkt hotad. Inga underarter finns listade i Catalogue of Life.

## Bildgalleri

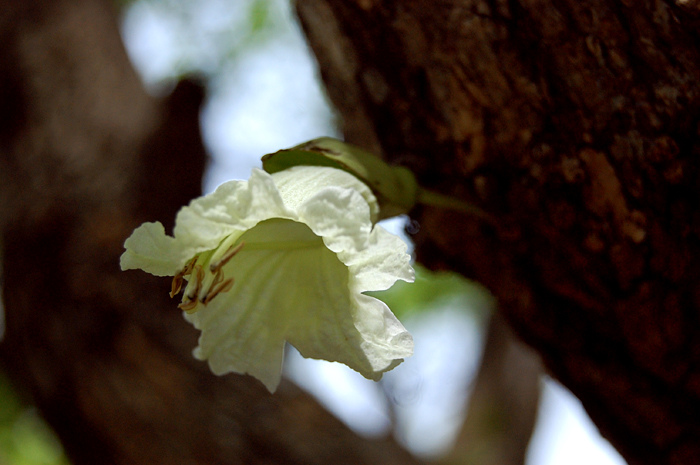
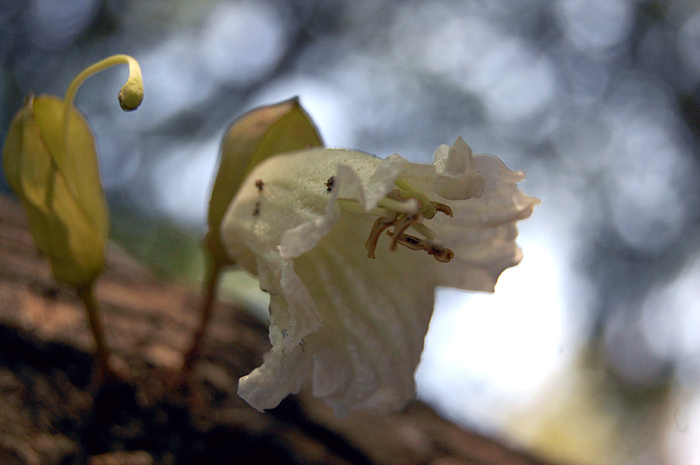